# Leśniewo (powiat makowski)
Leśniewo – wieś sołecka w Polsce położona w województwie mazowieckim, w powiecie makowskim, w gminie Karniewo.
| SIMC    | Nazwa | Rodzaj    |
| ------- | ----- | --------- |
| 0116926 | Rutki | część wsi |

W latach 1975–1998 miejscowość należała administracyjnie do województwa ciechanowskiego.